# João Donizeti Silvestre
João Donizeti Silvestre (11 de julho de 1961) é um historiador, administrador, professor, ambientalista e político hispano-brasileiro residente em Sorocaba e atualmente filiado ao União Brasil (UNIÃO).
Vereador pelo sétimo mandato em Sorocaba, João Donizeti Silvestre é autor de mais de 400 leis. Conquistou diversos investimentos para Zona Industrial de Sorocaba, que totalizam mais de 300 milhões de reais em 30 anos. João também é destaque por seu envolvimento pela causa ambiental e animal. Em 2010 e 2011, o Instituto Tiradentes apontou João Donizeti como o vereador mais atuante no interior paulista. João Donizeti foi homenageado por duas vezes consecutivas com a Medalha Imperador Dom Pedro II por sua contribuição ao Poder Legislativo brasileiro.

## Biografia
Sua vocação pública revelou-se desde muito jovem, quando passou a dedicar-se às atividades comunitárias. João Donizeti participou de várias organizações sem fins lucrativos dedicadas à preservação do meio ambiente no Brasil, e a projetos e mobilizações da Sociedade Civil cujos fins eram o de promover a consciência ecológica, estimular o desenvolvimento cultural, e apoiar reivindicações dos moradores de todos os bairros da cidade. Sua liderança comunitária o conduziu à presidência da Sociedade Amigo de Bairros do Cajuru e Adjacências por mais de dez anos, e a tornar-se membro de conselhos de várias ONGs internacionais.
Apadrinhado pelo então prefeito Antônio Carlos Pannunzio, elegeu-se vereador em Sorocaba em sua primeira eleição, com 1.993 votos nas eleições de 1992, onde foi o terceiro mais votado do município. Em 1996, reelegeu-se com 2.957 votos, sendo o mais votado daquele ano e o mais votado da história de Sorocaba até então. Em 1997 foi eleito Presidente da Câmara Municipal de Sorocaba. No ano 2000, reelegeu-se com 3.472, sendo o 5º mais votado. Já em 2004, foi reeleito com 4.254, ficando em 6º na apuração dos votos. No mesmo ano, elegeu-se novamente Presidente da Câmara Municipal. Em 2008, elegeu-se novamente com 5.061 votos, sendo o quarto vereador mais votado.
Além de defender melhorias para a região de Cajuru do Sul e Éden, João Donizeti é conhecido por defender o direitos dos animais e a preservação ambiental. Em 2008 Sorocaba foi a primeira cidade do Brasil em proibir sacolas plásticas convencionais em comércios através da Lei 9.265. Somente naquele ano Sorocaba descartou mais de 30 milhões de sacolas plásticas por mês. A lei prevê notificação em caso de descumprimento e multa de R$ 5 mil a R$ 10 mil na reincidência. Em 2010 foi o vereador mais atuante de Sorocaba, com 54 projetos de lei. Também em 2010 e em 2011 foi eleito o vereador mais atuante do interior de São Paulo. Recebeu a Medalha Imperador Dom Pedro II em 2011 e 2012, por sua contribuição ao Poder Legislativo brasileiro.
Na Eleição municipal de Sorocaba em 2012, não conseguiu se reeleger, mesmo recebendo 6.144 votos, sendo o quinto mais bem votado da cidade e o mais votado do PSDB, onde recebeu 17,41% dos votos válidos do partido, um recorde na cidade. O candidato teve sua candidatura impugnada devido a rejeição das contas na Câmara Municipal de Sorocaba em 2004, quando foi presidente da mesma. O recurso pedido pelo candidato junto ao TSE foi indeferido em decisão monocrática da ministra Laurita Vaz, que considerou que João Donizeti se enquadra na lei de improbidade administrativa.
Em 2013 foi pré-candidato a deputado estadual, mas acabou apoiando a reeleição de Maria Lúcia Amary nas Eleições de 2014. No entanto, em novembro de 2015 a Justiça Eleitoral considerou João Donizeti Silvestre ficha limpa. Candidato a vereador nas Eleições 2016, teve novamente um pedido de impugnação pelo Ministério Público Eleitoral indeferido, sendo considerado novamente ficha limpa. Foi eleito para o sexto mandato como vereador de Sorocaba com 4.107 votos.
Em 24 de agosto de 2017, durante o Processo de cassação de José Caldini Crespo, votou favorável a cassação do prefeito por crime de prevaricação e quebra de decoro. Em 30 de agosto de 2017 se licenciou do mandato de vereador para assumir a Secretaria de Planejamento e Projetos de Sorocaba no governo de Jaqueline Coutinho. Em outubro, com a volta de José Crespo, Silvestre retornou à Câmara Municipal.
Durante seus mais de 25 anos na Câmara Municipal de Sorocaba, participou também das comissões de educação, cultura, saúde pública, desportos e meio Ambiente. Foi Vice-presidente do Conselho Municipal de Desenvolvimento Econômico. Entre suas leis de destaque estão a "Lei da obrigatoriedade do oferecimento de sacolas biodegradáveis ou retornáveis em supermercados", "Lei a que proíbe queimadas no município", "Lei que proíbe especificamente a queima da palha de cana-de-açúcar", "Lei que dá incentivos à construção de calçadas verdes", "Lei que criou o Sistema Municipal de Preservação das Nascentes e dos Mananciais", "Lei que obriga os centros hospitalares da rede pública municipal e conveniados a realizarem os exames para triagem auditiva Neo Natal Universal (o Teste da Orelhinha) em recém-nascidos", "Lei que aumenta o valor do auxílio que o Poder Público Municipal concede aos pais de gêmeos, desde que a família seja comprovadamente pobre".
Nas eleições municipais de 2020, foi reeleito para o oitavo mandato como vereador de Sorocaba, com 4.617, sendo o sétimo mais votado do pleito, e o mais votado do PSDB de Sorocaba, pela terceira vez em sua trajetória política.. Atualmente é líder do governo Manga na Câmara Municipal de Sorocaba..

## Desempenho em eleições
| Ano  | Eleição               | Coligação      | Partido | Candidato a | Votos em Sorocaba | Resultado |
| ---- | --------------------- | -------------- | ------- | ----------- | ----------------- | --------- |
| 1992 | Municipal de Sorocaba | PTB            | PTB     | Vereador    | 1.993 (3º)        | Eleito    |
| 1996 | Municipal de Sorocaba | PSDB           | PSDB    | Vereador    | 2.957 (1º)        | Eleito    |
| 2000 | Municipal de Sorocaba | PSDB           | PSDB    | Vereador    | 3.472 (5º)        | Eleito    |
| 2004 | Municipal de Sorocaba | PSDB           | PSDB    | Vereador    | 4.254 (6º)        | Eleito    |
| 2008 | Municipal de Sorocaba | PSDB           | PSDB    | Vereador    | 5.061 (4º)        | Eleito    |
| 2012 | Municipal de Sorocaba | PSC, PSB, PSDB | PSDB    | Vereador    | 6.144 (5º)        | Eleito    |
| 2016 | Municipal de Sorocaba | PSDB           | PSDB    | Vereador    | 4.107 (14º)       | Eleito    |
| 2020 | Municipal de Sorocaba | PSDB           | PSDB    | Vereador    | 4.617 (7º)        | Eleito    |
| 2024 | Municipal de Sorocaba | —              | UNIÃO   | Vereador    | 7.941 (4º)        | Eleito    |